# Mörsbach
Mörsbach település Németországban, Rajna-vidék-Pfalz tartományban. Lakosainak száma 401 fő (2023. december 31.).

## Népesség
A település népességének változása:
| Lakosok száma | 481  | 441  | 445  | 414  | 409  | 401  |
|               | 1975 | 2017 | 2019 | 2021 | 2022 | 2023 |